# خوان مونترده
خوان مونترده (انگلیسی: Joan Monterde؛ زادهٔ ۱۸ دسامبر ۱۹۹۷) بازیکن فوتبال اهل اسپانیا است.